# Andrew Durante
Andrew James Durante (Sydney, 1982. május 3. –) ausztrál születésű új-zélandi válogatott labdarúgó, aki jelenleg a Western United játékosa.
Bekerült a 2017-es konföderációs kupán részt vevő keretbe.

## Statisztika
| Válogatott | Szezon   | Mérkőzés | Gól |
| ---------- | -------- | -------- | --- |
| Új-Zéland  | 2013     | 6        | 0   |
| Új-Zéland  | 2014     | 3        | 0   |
| Új-Zéland  | 2015     | 0        | 0   |
| Új-Zéland  | 2016     | 4        | 0   |
| Új-Zéland  | 2017     | 11       | 0   |
| Összesen   | Összesen | 24       | 0   |

## Sikerei, díjai

### Klub
- Sydney Olympic
  - NSL Championship: 2001–02

- Newcastle Jets
  - A-League Champions: 2007–08